# Basarsjön
Basarsjön är en sjö i Åsele kommun i Lappland och ingår i Gideälvens huvudavrinningsområde. Sjön har en area på 0,243 kvadratkilometer och ligger 294,1 meter över havet. Sjön avvattnas av vattendraget Basarbäcken.

## Delavrinningsområde
Basarsjön ingår i det delavrinningsområde (711225-161318) som SMHI kallar för Mynnar i Gideälven. Medelhöjden är 347 meter över havet och ytan är 11,31 kvadratkilometer. Räknas de 4 avrinningsområdena uppströms in blir den ackumulerade arean 47,22 kvadratkilometer. Basarbäcken som avvattnar avrinningsområdet har biflödesordning 2, vilket innebär att vattnet flödar genom totalt 2 vattendrag innan det når havet efter 149 kilometer. Avrinningsområdet består mestadels av skog (54 procent) och sankmarker (39 procent). Avrinningsområdet har 0,25 kvadratkilometer vattenytor vilket ger det en sjöprocent på 2,2 procent.